# Gruppo ortogonale indefinito
In matematica, il gruppo ortogonale indefinito ovvero gruppo pseudo-ortogonale, denotato con O(p, q) , è il gruppo di Lie di tutti gli endomorfismi lineari di uno spazio vettoriale reale n-dimensionale che lasciano invariata una forma bilineare simmetrica di segnatura (p, q), dove n = p + q. La dimensione di questo gruppo è n(n − 1)/2.
Il gruppo ortogonale indefinito speciale, SO(p, q) , è il sottogruppo di O(p, q) formato da tutti gli endomorfismi lineari con determinante uguale a 1. Diversamente del caso definito, il gruppo di Lie SO(p, q) non è connesso – infatti ha 2 componenti – ed inoltre contiene due sottogruppi di indice finito, cioè il sottogruppo connesso SO+(p, q) e il sottogruppo a 2 componenti O+(p, q).